# (177659) Paolacel
(177659) Paolacel est un astéroïde de la ceinture principale.

## Description
(177659) Paolacel est un astéroïde de la ceinture principale. Il fut découvert le 9 février 2005 à La Silla par Andrea Boattini et Hans Scholl. Il présente une orbite caractérisée par un demi-grand axe de 2,37 UA, une excentricité de 0,11 et une inclinaison de 5,5° par rapport à l'écliptique.

## Compléments